# Filippo Carlo Spada

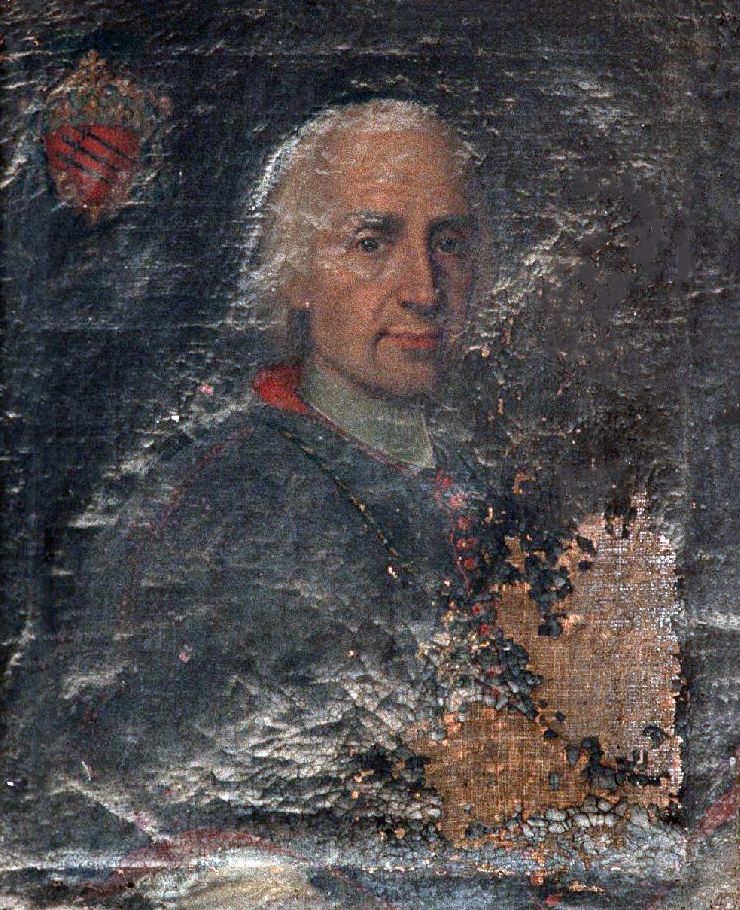

Filippo Carlo Mattia Spada (* 9. Juli 1670 in Spoleto; † 8. Dezember 1742 in Rom) war ein Bischof der römisch-katholischen Kirche.

## Leben
Spada war Sohn des Marquis Carlo Francesco Spada, eines lokalen Patriziers. Am 10. August 1698 wurde er Domherr von San Giovanni in Laterano.
Spada wurde am 23. September 1702 zum Priester geweiht. Papst Clemens XI. ernannte ihn am 20. November 1702 zum Bischof von Pesaro. Am 30. November 1702 weihte Kardinal Fabrizio Spada, Präfekt der Apostolische Signatur, ihn zum Bischof. Am 1. Januar 1703 wurde er zum Päpstlicher Thronassistenten ernannt. Von 12. Oktober 1706 bis 28. Juni 1709 war er Gouverneur und Apostolischer Visitator der Kongregation von Lauretana. Papst Clemens XII. ernannte ihn am 15. Februar 1738 zum Vizegerenten von Rom. Am 19. Dezember 1738 nahm der Papste seinen Rücktritt als Bischof von Pesaro an und ernannte ihn zum Titularerzbischof von Teodosia. Am 8. Januar 1742 entband Papst Benedikt XIV. ihn von seinen Aufgaben als Vizegerent und ernannte ihn am 22. Januar 1742 zum Titularpatriachen von Alexandria. Er wurde in der San Carlo Kapelle der Kirche Santa Maria in Vallicella in Rom bestattet.